# Frenzied Finance
Frenzied Finance er en amerikansk stumfilm fra 1916.

## Medvirkende
- Bobby Burns som Pokes
- Walter Stull som Jabbs
- Oliver Hardy.
- Frank Hanson.
- Ethel Marie Burton som Ethel.